# Летећи шпагети монструм
Летећи шпагети монструм (енгл. Flying Spaghetti Monster) је божанство пародичне религије пастафаријанизма и интернет феномен. Летећи шпагети монструм се први пут помиње 2005. у отвореном писму Бобија Хендерсона, којим је протестовао против покушаја Управе за образовање државе Канзас да концепт интелигентног дизајна уведе у државне школе.
Хендерсон је пародијом исмејао креационизам, изразивши веровање у натприродно летеће биће које је створило свет, а састоји се из хрпе резанаца и две ћуфте, односно у Летећег шпагети монструма. Када је Хендерсон писмо објавио на свом сајту, Летећи шпагети монструм је убрзо постао интернет феномен и симбол против увођења креационизма у државно школство.
Они који „верују“ у Летећег шпагети монструма себе називају пастафаријанцима, а превасходно се ради о атеистима који на сатиричан начин исмејавају религију. У САД је пастафаријанизам регистрован као верска заједница.

## Историјат
Црква Летећег шпагети монструма настаје 2005, када Боби Хендерсон шаље писмо управи за просвету Канзаса у коме се он противи увођењу теорије интелигентног дизајна у предмете који предају о еволуцији. Писмо, које је на пародијски начин коришћено да се исмеје интелигентан дизајн каже да учење интелигентног дизајна мора има и алтернативну теорију у којој је универзум створен од стране Летећег шпагети монструма. Хендерсон не добија одговор, па одлучује да окачи писмо на свој сајт и тако га подели са јавношћу. Тада оно добија на популарности и више новина објављују чланке о њему што још више помаже ширењу пастафаријанзима.

## Библија Пастафаријанзима
Након објаве писма на свој сајт са Хендерсоном ступа у контакт издавачка кућа „Willard Books“ која му нуди да објави његову књигу. Библија, која је објављена 2006. године, је сатиричне природе и у њој Хендерсон представља главна веровања пастафаријанизма.
У Библији пастафаријанзима се налазе:
- Мит стварања
- Начела религије
- Упутство како ширити учење пастафаријанизма
- Расправља историју религије
- Како живети као један пастафаријанац

Књига је релативно добро примљена од стране јавности, продато је преко 100000 копија. Преведена је на више језика мећу којима су немачки, француски и руски. Један амерички часопис је описао ову књигу као смешну имитацију интелигентног дизајна, Библија је и номинована за награду за хумор „Quill“.

### Мит стварања
Мит је важан део пастафаријанзима у њему се на сатиричан начин исмејава стварање света и људи. Летећи шпагети монструм је створио свет у року од четири дана. Првог дана раздваја воду од раја, другог дана зато што му је било досадно да лети више он одлучује да створи копно и на њему вулкан пива. Задовољан својим учинком прошлих дана он одлучује да се напије из вулкана пива. Трећег дана се буди припит и пошто је заборавио да је све створио у последња два дана он прави све испочетка. Четвртог дана прави првог човека кога назива „Човек“ који је био кепец, ствара му жену и ставља их у рај. Из њих касније настаје цело човечанство, они се налазе у рају све док Шпагети монструм није имао једну незгоду при кувању па је поплавио цео рај и они су морали да се иселе на земљу.
По Пастафаријанистичкој Библији свет све створен пре око 5000 година што се доста пркоси свему што научници говоре али Хендерсон пише у Библији да је то са разлогом. Разлог је то да Шпагети монструм жели да тестира веру својих пратилаца, он је такође и подметнуо лажне резултате радиоугљеничног датирања да би свет изгледао старије него што јесте.

### Начела религије
Најважнија начела религије су садржана у Библији пастафаријанзима и она су:
- Нема стриктних правила
- Нема ритуала и молитви
- Не узимај себе и остале пастафаријанце превише озбиљно
- Не веруј у природну селекцију и еволуцију
- Воли пиво

## Нека од веровања и празници
Пастафаријанци верују у надгробни живот, њихов опис раја је да се у њему налази вулкан пива а да је у паклу пиво прокисло. Још нека од веровања су да је земља у ствари много млађа него што научници говоре и да су они само обманути лажним резултатима њихових тестирања од стране Шпагети Монструма. Веровање да земља није савршена због напијања при стварању земље излазе из тога да је Шпагети Монструм стварао свет други пут али припит. Још једно од важних веровања у пастафаријанизму је да су пирати у ствари виша бића.
| Назив празника           | Временски оквир / Датум |
| ------------------------ | ----------------------- |
| Дан причања као пирати   | 19. септембар           |
| Свети дан                | Сваки петак             |
| Празник                  | Око Божића              |
| Рамедан                  | Око Рамазана            |
| Интернационални дан пива | Први петак у августу    |

## Противљење природној селекцији и еволуцији
Противљење природној селекцији и еволуцији се налази у начелима ове религије, и баш због тога пастафаријанци верују да они имају веома јаке аргументе са којима успевају да оповргну ове теорије. Главни аргумент је да је земља по Пастафаријанизму створена пре неколико хиљада година а теорија еволуције каже да би дошло до еволуције потребни су милиони година, па због тога пастафаријанци одбацују ову теорију. Црвка пастафаријанаца одбацује да је 95% људског ДНК повезано са приматима, они кажу да је 99.9% ДНК повезано са пиратима.

## Пирати
Пирати имају посебно место у пастафаријанизму, они се сматрају светим бићима. Пастафаријанци верују да приче да су пирати „лопови и зликовци“ пренете од стране хришћана у средњем веку. По пастафаријанизму пирати су „чувари мира и истраживачи“ који су давали слаткише малој деци.
Хендерсон додаје и да данашњи пирати нису ништа слични пиратима из прошлости.
Пирати су додати у писмо да би се показало да корелација не имплицира узрочност, тј као одговор на неке друге религије које говоре да се разлози разних непогода и ратова могу наћи у неверовању у њихове богове, разлуђивању њих итд.
У писму је дат пример корелације измећу опадања броја пирата и раста глобалне температуре. Као пример тога је дао Сомалију која јако мало доприноси загађењима а у којој се налази највећи број пирата. Хендерсон даје и график (сатиричне природе) у којем показује да кроз године температура расте а да број пирата опада.

## Правни статус ове религије
Огранци цркве Пастафаријанзима у разним државама теже ка томе да Пастафаријанзима постане призната религија. На Новом Зеланду Пастафаријанизам је признат као „алтернативна филозофија“ уместо религије, дозвољено је да црвка Летећег Шпагети Монструма склапа бракове измећу својих верника али ипак није прихваћена као призната религија.
Федерални суд у америчкој држави Небраски је пресудио да је пастафаријанизам сатирична пародијска религија, и као резултат тога ова религија нема правно на Закон о коришћењу и институализацији верских земљишта.
У борби за признање пастафаријанци најчешће користе аргумент слободе религије и дискриминацију против верника који не верују у неку од признатих религија.

## Коришћење у верским расправама
Летећи Шпагети Монструм се често користи као модерна верзија Раселовог чајника, тј. аргументом да постојање невидљивог и недетективног Шпагети монструма не може бити нити доказано нити одбачено, слично као и остала божанства. Ово показује да доказ постојања овог створења није на скептицима, већ на онима који тврде и верују да ово створење постоји.